# Villers-sous-Ailly
Villers-sous-Ailly là một xã ở tỉnh Somme, vùng Hauts-de-France, Pháp.

## Địa lý
Thị trấn này có cự ly khoảng 8 dặm Anh (12 km) về phía đồng nam của Abbeville, trên đường D237.

## Dân số
| 1962                                                  | 1968 | 1975 | 1982 | 1990 | 1999 |
| ----------------------------------------------------- | ---- | ---- | ---- | ---- | ---- |
| 142                                                   | 143  | 109  | 122  | 146  | 146  |
| Số liệu dân số từ năm 1962, dân số không tính hai lần |      |      |      |      |      |